# Кивара
Кивара — река в России, протекает в Воткинском районе Удмуртии. Устье реки находится в 63 км по правому берегу реки Сива. Длина реки составляет 18 км.
На речке расположены деревни Кельчино и Большая Кивара.

## Данные водного реестра
По данным государственного водного реестра России относится к Камскому бассейновому округу, водохозяйственный участок реки — Кама от Воткинского гидроузла до Нижнекамского гидроузла, без рек Буй (от истока до Кармановского гидроузла), Иж, Ик и Белая, речной подбассейн реки — бассейны притоков Камы до впадения Белой. Речной бассейн реки — Кама.
По данным геоинформационной системы водохозяйственного районирования территории РФ, подготовленной Федеральным агентством водных ресурсов:
- Код водного объекта в государственном водном реестре — 10010101412111100015519
- Код по гидрологической изученности (ГИ) — 111101551
- Код бассейна — 10.01.01.014
- Номер тома по ГИ — 11
- Выпуск по ГИ — 1